# Bernice Ackerman
Bernice Ackerman (1925- Lake View (Chicago), 1995) fue una meteoróloga estadounidense; conocida por ser la primera meteoróloga en EE. UU. y la primera mujer meteoróloga en el Laboratorio Nacional Argonne.

## Primeros años y educación
Antes de asistir a la universidad, Ackerman fue observadora del tiempo y de vuelos para el Mujeres aceptadas para Servicio voluntario de emergencia (acrónimo en inglés WAVES) en la Segunda Guerra Mundial. Ackerman asistió a la Universidad de Chicago, donde recibió una licenciatura en meteorología en 1948, y en 1955, una maestría en meteorología, y finalmente en 1965 su Ph.D. en ciencias geofísicas.

## Carrera e investigaciones
Después de obtener su licenciatura, obtuvo un cargo como meteoróloga e hidróloga en el Servicio Nacional Meteorológico (U.S. Weather Bureau), donde trabajaría hasta 1953. Luego, fue profesional del Laboratorio Nacional Argonne, donde fue la única mujer que investigó en su Laboratorio de Física de Nubes, un proyecto conjunto con la Universidad de Chicago. Después de obtener su doctorado, Ackerman se convirtió en profesora asistente en la Universidad de Texas A&M; y, en 1967, fue promovida a profesora asociada. Mientras allí, enseñó física de nubes and meteorología de la capa límite. En 1970, dejó la Texas A&M, retornando a Argonne por dos años, para finalmente irse a la Oficina del agua del Estado de Illinois en la Universidad de Illinois en Urbana-Champaign, donde permaneció hasta 1989, hasta finalmente convertirse en jefa de la sección de meteorología.

## Algunas publicaciones
- Bernice Ackerman. 1975. METROMEX urban-rural winds-aloft measurements: double-theodo lite pilot-balloon runs, August 1971, St. Louis, Missouri, v. 75, punto 1 de ANL/RER, Argonne National Laboratory Radiological & Environmental Research Division. Ed. Atmospheric Physics Section, Radiological & Environmental Res. Division, Argonne National Laboratory, 391 p.
- -----------------------. 1963. The Distribution of Liquid Water in Hurricanes, punto 62. U.S. Weather Bureau, 41 p.
- -----------------------. 1956. Characteristics of summer radar echoes in Arizona. Sci. Rep. 11, Inst. Atmos. Phys., Univ. of Ariz., Tucson.

## Honores

### Membresías de Asociaciones profesionales
- Asociación Estadounidense para el Avance de la Ciencia
- American Meteorological Society
- Unión Americana de Geofísica